# Nototropis massiliensis
Nototropis massiliensis is een vlokreeftensoort uit de familie van de Atylidae. De wetenschappelijke naam van de soort is voor het eerst geldig gepubliceerd in 1975 door Bellan-Santini.